# Joseph Benton Donley

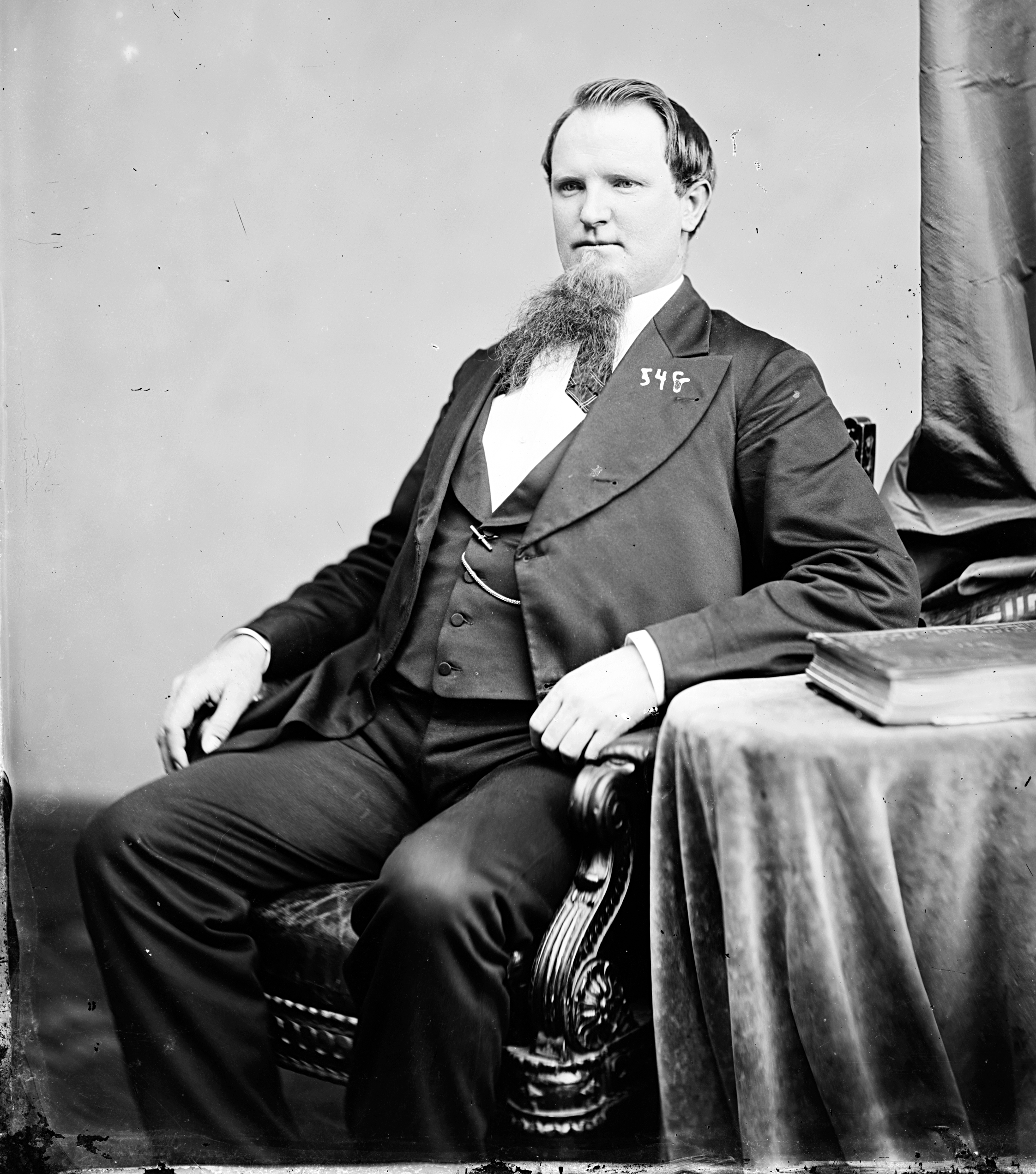
Joseph Benton Donley

Joseph Benton Donley (* 10. Oktober 1838 in Mount Morris, Greene County, Pennsylvania; † 23. Januar 1917 in Waynesburg, Pennsylvania) war ein US-amerikanischer Politiker. Zwischen 1869 und 1871 vertrat er den Bundesstaat Pennsylvania im US-Repräsentantenhaus.

## Werdegang
Joseph Donley besuchte vorbereitende Schulen. Im Jahr 1859 absolvierte er das Waynesburg College. Zwischen 1860 und 1862 war er Lehrer am Abingdon College in Illinois. Danach diente er zwischen 1862 und 1865 während des Bürgerkrieges in einer Infanterieeinheit aus Illinois, die zum Heer der Union gehörte. Nach einem anschließenden Jurastudium an der Albany Law School im Staat New York und seiner 1867 erfolgten Zulassung als Rechtsanwalt begann er in Waynesburg in diesem Beruf zu arbeiten. In den Jahren 1867 und 1868 war er auch als Konkursschlichter tätig.
Politisch wurde Donley Mitglied der Republikanischen Partei. Bei den Kongresswahlen des Jahres 1868 wurde er im 24. Wahlbezirk von Pennsylvania in das US-Repräsentantenhaus in Washington, D.C. gewählt, wo er am 4. März 1869 die Nachfolge von George Van Eman Lawrence antrat. Da er im Jahr 1870 nicht bestätigt wurde, konnte er bis zum 3. März 1871 nur eine Legislaturperiode im Kongress absolvieren.
Nach seiner Zeit im US-Repräsentantenhaus praktizierte Joseph Donley wieder als Anwalt. Politisch ist er nicht mehr in Erscheinung getreten. Er starb am 23. Januar 1917 in Waynesburg, wo er auch beigesetzt wurde.